# رامون كورا
رامون كورا هو مجدف كوبي، ولد في 23 نوفمبر 1929 في هافانا في كوبا.

## وصلات خارجية
- رامون كورا على موقع الاتحاد الدولي للتجديف (الإنجليزية)
- رامون كورا على موقع أوليمبيديا (الإنجليزية)